# Kerry Blue Terrier
Der Kerry Blue Terrier ist eine von der FCI (Nr. 3, Gr. 3, Sek. 1) im Jahr 1922 anerkannte irische Hunderasse. Herkunft und Abstammung dieser Hunderasse sind nicht genau bekannt, es gibt daher mehrere Legenden und Theorien über die Herkunft dieses Terriers. Die bekannteste und am meisten anerkannte Herkunft soll die Grafschaft Kerry sein, von der die Hunderasse auch ihren Namen bekommen hat. In Deutschland wurde die Rasse zu Beginn als Irish Blue Terrier eingetragen. Dieser Begriff wird auch heute noch gelegentlich verwendet. Ursprünglich diente der Blaue Irische Terrier als Jagd- und Hofhund.

## Ursprünge, Entwicklung und Geschichte der Rasse
Herkunft und Abstammung der Rasse ist seit den ersten Erwähnungen im 18. Jahrhundert ungewiss. In dieser Zeit haben Menschen verschiedene Legenden erfunden und Theorien entwickelt.

### Legende und Herkunftstheorien

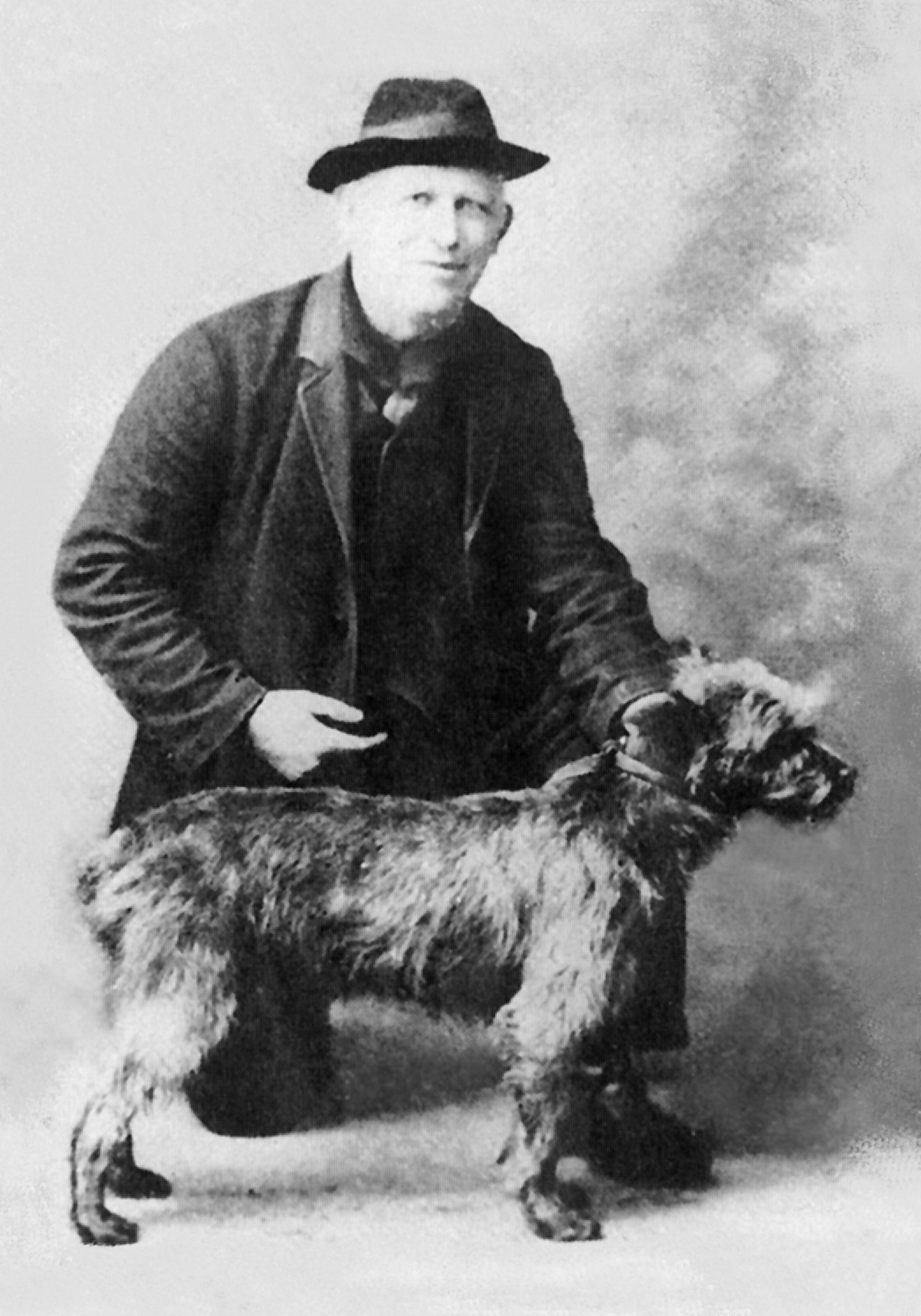
Philip Doyle mit seinem Hund Terri auf der Killarney Show im Jahr 1916. Dieser Hund war einer der ersten ausgestellten Kerry Blue Terrier.

Einer Legende zufolge, sei vor „vielen Jahren ein blauer Rüde von einem spanischen Schiffswrack in Tralee Bay an Land [geschwommen]. Dieser Hund [sei] so mutig und tapfer gewesen, daß die Farmer den Rüden verbreitet für ihre Hündinnen zum Decken nahmen, um seine hervorragenden Charaktereigenschaften weiter zu vererben.“ Dieser Legende nach war dieser Hund der Stammvater aller blauer Terrier.
Eine andere Theorie ist, dass die Zucht in der Grafschaft Kerry begann. Es war nur dem Adel vorbehalten, den Irish Wolfhound zu züchten und mit ihm zu jagen. Aus Neid habe die normale Bevölkerung ihre Ur-Terrier heimlich mit dem Irish Wolfhound gekreuzt, um die Jagdeigenschaften wie Schnelligkeit und Ausdauer zu steigern. Ungewiss ist jedoch, ob eine Verwandtschaft mit dem Irish, Irish Glen, Irish Soft Coated Wheaten oder einer heute unbekannten Terrierrasse besteht.
Viele Schriftsteller, die sich mit der Kynologie befassten, entwickelten eigene Theorien. Clifford Hubbard, ein Schriftsteller aus dem 20. Jahrhundert, gab die These an, dass der Kerry Blue Terrier seine Herkunft von einem heute ausgestorbenen irischen Schäferhund hat. Die Einheimischen nannten diese Rasse „Godhar“.
Im Jahr 1887 existiert aus Limerick ein Bericht über eine eigene Ausstellungsklasse für silberfarbene Terrier. Der aus Dublin stammende Schriftsteller H. D. Richardson umschreibt einen „Harlequin Terrier“. Diese heute unbekannte Rasse soll eine schieferblaue Fellfarbe mit dunklen Flecken oder lohfarbenen Stellen am Fang und den Läufen besessen haben. Dies ist nachvollziehbar da heute noch Welpen geworfen werden, die ein helles Abzeichen unter dem Halsansatz haben. Dieser Stern, wie man ihn auch nennt, verschwindet mit dem Alter des Hundes.
In einer Monographie aus dem Jahr 1933 wird erwähnt, dass der Irish Glen of Imaal Terrier die Stammrasse des Kerry Blue Terrier sei. Der Hundebuchautor Rawdon Lee schrieb, dass ein Einwohner des Ortes Waterford seit längerem „Blaue Terrier“ halte und züchte. Das sei bereits lange vor der Mode des Irischen Terriers geschehen. Die Fellstruktur neigte erstmals zu einer Lockenbildung.

### Erste Züchtungen und Entwicklung eines anerkannten Standards
Der Irish Kennel Club hat den Kerry Blue Terrier im Jahr 1913 anerkannt. Im gleichen Jahr richtete der für fast alle Rassen zuständige Zuchtrichter Frank Butler in Cork zum ersten Mal Irish Blue Terrier, die als Irish Terrier gemeldet waren. Die Terrier waren im Vergleich mit den modernen Hunden klein. Der gleiche Richter meldete während der Hundeausstellung in Killarney im Jahr 1916 erstmals die Rasse Kerry Blue Terrier an. Die Tiere waren nicht einheitlich. Manche waren auffällig groß wie ein Bobtail oder klein wie in Fox Terrier. Aussehen spielte in den damaligen Ausstellungen keine Rolle: Bewertet wurde der Charakter der Tiere, die wichtigste Rolle stellte die Tapferkeit und Jagdtauglichkeit dar. Während dieser Ausstellung gewann eine Hündin mit dem Namen „Blue Belle“. Die Hündin war Basis für die Festlegung eines internationalen Standards, der sich stets weiterentwickelt hat. Auf irischen Ausstellungen konnten anfangs nur Hunde einen Sieg erringen, die nachweislich einen Dachs töten konnten und erfolgreich Hasen und Ratten gejagt hatten. Diese Prüfungen wurden später verboten.
Ein „Dublin Blue Terrier Club“ wurde 1920 gegründet. Daraufhin entwickelte sich der Kerry Blue Terrier als Maskottchen irischer Patrioten, später sogar als Konkurrent zum eigentlichen irischen Nationalhund, dem Irish Wolfhound.
1922 kam es dann auch zur Anerkennung der Rasse durch die FCI. In England war der Kerry Blue Terrier bis 1922 kaum vertreten. Erst auf der Crufts im Februar 1922 gelang der Rasse dort der Durchbruch. In dieser Zeit wurde auch der Kerry Blue Terrier Club of England gegründet. Zu dieser Zeit waren die Tiere ungeschoren und rau. Viele Besucher kommentieren das Aussehen der Rasse überwiegend negativ. 1924 wurden alle Schattierungen bis auf die im Rassenamen festgelegte Farbe verboten. Der Hund musste entweder blau-schwarz oder silber sein. Die silberne Fellfärbung sollte im Alter von höchstens zwei Jahren erreicht sein.
Zur Ausstellung in Kensington und zur Olympia Dog Show stieg die Anzahl der Kerry Blue Terrier, zeitgleich bildete sich ein einheitlicheres Erscheinen der Hunderasse. Die tan- und weißfarbigen Tiere, wie sie vorher vorkamen, verschwanden völlig. In der Zeit hatte auch jeder Terrier erstmals braune markante Augen. Während der Ausstellung Great Joint Terrier im Jahr 1922 wurden für die Kerry Blue Terrier erstmals die Anwartschaften auf den Championtitel verteilt. Durch das wiederholte Auftreten auf Ausstellungen verbreitete sich die Rasse letztendlich auch sehr stark in England. Die Engländer prägten das Aussehen der Blauen Terrier durch das heute ähnliche Fellschneiden.

## Beschreibung

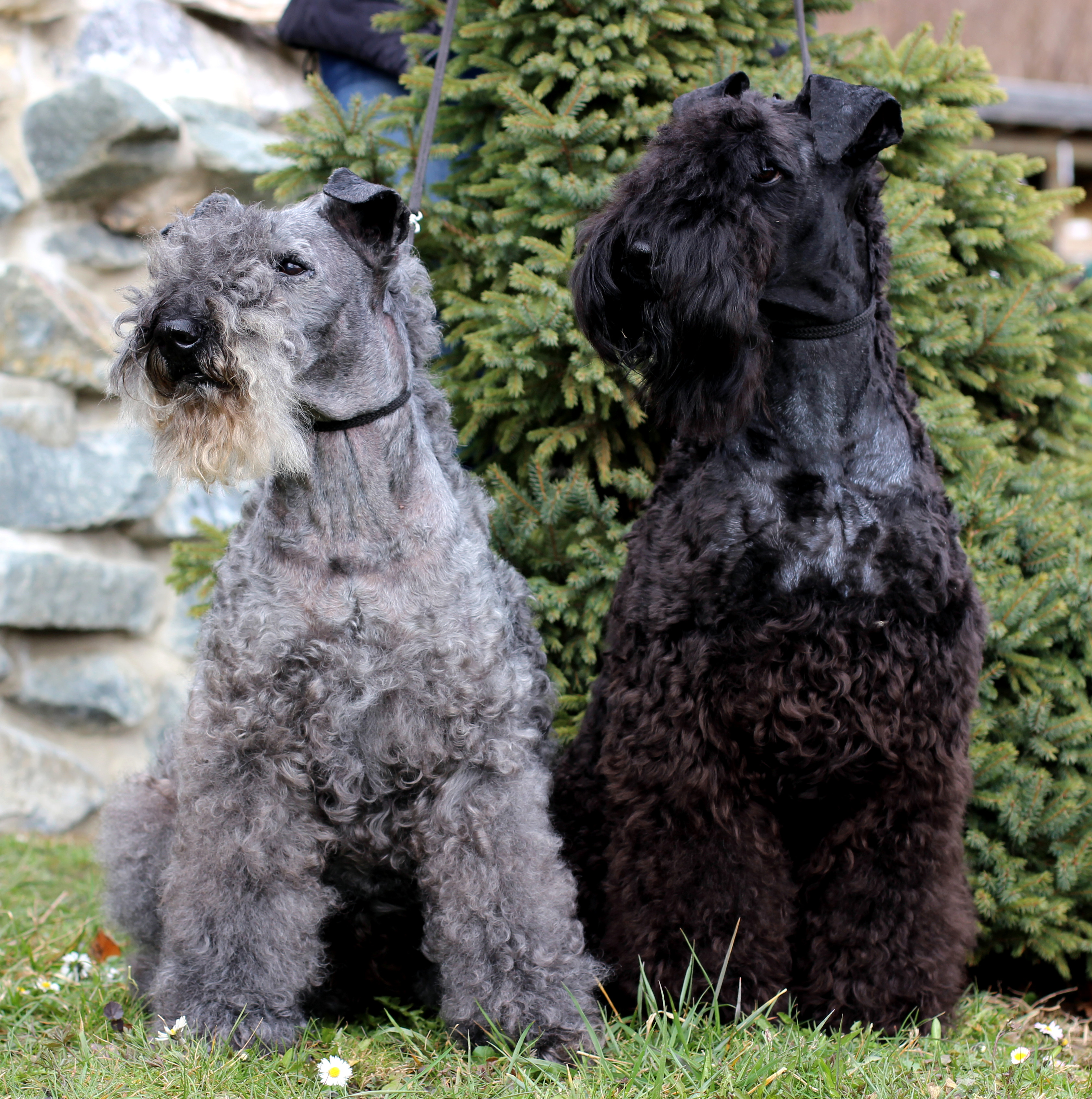
Links ein 14 Jahre alter Kerry Blue Terrier, der bereits seit langem alle Umfärbephasen durch hat. Rechts daneben ein einjähriger Kerry Blue Terrier, bei dem die Umfärbephase erst ansetzen muss.

Der Kerry Blue Terrier ist ein hochläufiger Terrier, der bis zu 49,5 cm groß und 18 kg schwer wird. Sein weiches, welliges und üppiges Haarkleid unterscheidet ihn von anderen Terriern. Die Fellfarbe variiert von hellsilbergrau in allen Blauschattierungen über schieferfarben bis nachtblau. Da der Irische Blaue Terrier kein Wollhaar hat, haart er minimal aus. Der Welpe ist bei der Geburt schwarz, wobei manche Welpen einen weißen Flecken unter dem langen Hals haben, der nach einem Jahr verschwindet. Mit 18 Monaten sollte sein Fell nicht mehr schwarz sein; eine leichte Braunfärbung zeigt an, dass er im Umfärben ist. Seine endgültige Umfärbung zum Stahlblauen hin kann bis zu 3 Jahren dauern.
Der Hund ist mittellang gebaut und hat kleine bis mittelgroße Knopfohren, die hoch getragen werden und nach vorne abkippen. Die Rute wird seit dem 1. Juni 1998 nicht mehr kupiert, sollte jedoch aufrecht in Form eines Halbmondes getragen werden. Der Kerry Blue Terrier besitzt dunkle Augen, die bei rassespezifischer Schur von Fell überdeckt werden. Typisch ist auch der Kinnbart.

## Zucht
Neben der starken Verbreitung der Kerry Blue Terrier auf den Britischen Inseln kam es außerhalb zu einer mäßigen Verbreitung der Rasse. In Deutschland wurde der erste Kerry Blue bzw. Irish Blue Terrier im Jahr 1928 in ein Kartellzuchtbuch eingetragen.
In der Schweiz fiel der erste Wurf 1927, nachdem zwei Jahre zuvor die ersten Kerry Blue Terrier ins Land kamen.
In den Niederlanden kamen 1926 die ersten Kerry Blue Terrier an. Es dauerte trotzdem bis 1937, als die Rasse den lokalen Kynologen auffiel.
In den Vereinigten Staaten (USA) gehen erste Importe wohl in die 1920er Jahre zurück. Der erste US-amerikanische
„Kerry Blue Terrier“-Club wurde am 9. Februar 1925 in New York City gegründet.
In Russland bzw. der Sowjetunion ist mit Importen vor dem Zweiten Weltkrieg zu rechnen. Erste Eintragungen stammen aus dem Jahr 1954 wo zwei Würfe in einem Katalog einer Hundeausstellung aufgeführt sind. Erst in den 1970ern verbreitete sich dort die Rasse durch Importe aus Zentraleuropa (Tschechoslowakei) und Skandinavien (insbesondere Finnland).

## Charakter

### Wesen
Der Kerry Blue Terrier gilt als menschenfreundlich, intelligent, selbstsicher, stürmisch, mutig, wachsam, aber auch als dickköpfig und eigensinnig. Er braucht von Anfang an eine konsequente, ruhige und gleichmäßige Erziehung. Der Verband für das Deutsche Hundewesen zitiert hierbei auch die FCI beim Thema verhalten mit „Durch und durch ein Terrier“.

### Verwendung und Bewegung
Früher wurde er als Jagdhund, speziell auf Dachs und Otter eingesetzt, heute findet er hauptsächlich als Familienhund Verwendung. Der Kerry Blue Terrier wird als sehr bewegungs-, lauf- und lernfreudig beschrieben. Um seine natürlichen Begabungen zu unterstützen, sind fast alle Hundesportarten wie Fährten-, Begleit- und Rettungshund, aber auch Agility, Obedience oder Turnierhundsport für ihn geeignet.

## Bekannte Besitzer
Bei der größten Hundeausstellung der Welt, der Crufts, nannte man 2008 mehrere bekannte Persönlichkeiten und Prominente die einen Kerry Blue Terrier besaßen. Die Schwergewichtsboxer Henry Cooper, Jack Dempsey und Gene Tunney waren Besitzer von teilweise mehreren Kerry Blue Terrieren, ebenso wie Alfred Hitchcock, Perry Como oder Michael Mann.